# Dagstorps naturreservat
Dagstorps naturreservat är ett naturreservat i Höörs kommun.
Reservatet består av skogs- och hagmarker med fornlämningar och spår av äldre odlingar. Dagstorpsgården, mitt i reservatet, har dock sitt ursprung i laga skifte 1827 då byinnevånare tvingades flytta ut till utmarkerna från Nötarps by som ligger cirka 1 km norr om reservatet. I området kring Dagstorpssjön och i reservatet finns rester i form av basalt från de vulkaner som var aktiva under jura och tidig krita.
Naturreservatet bildades ursprungligen 1970 och var då endast cirka 42 hektar. 1979 utökades reservatet i norr med ytterligare cirka 62 hektar.
Dagstorp ingår även i Frostavallens strövområde som har ett flertal vandringsleder i området kring Dagstorpssjön och Vaxsjön.

## Flora och fauna
Skogarna på de högre moränkullarna består av främst bok och ek, i de fuktiga näringsrika svackorna växer al och björk. På de näringsfattigare kullarna med torrängs- och hedvegetation växer arter som blåsippa, gökärt, lingon och ljung. På fuktigare partier finns humleblomster, myskmadra och älgört. Av fåglar finns arter som fiskgjuse, glada, ormvråk, skogsduva och den fridlysta spillkråkan. I Dagstorpssjöns klara vatten finns abborre, björkna, braxen, gädda, mört, sutare och den rödlistade ålen. Den ovanliga tvåfläckade trollsländan finns också i reservatet.

## Vägbeskrivning
Från riksväg 13 strax norr om Höör tar man av mot Frostavallen. Efter cirka 4 km tar man av i T-korset mot Norra Rörum. Följ sedan skyltningen mot naturreservatet som ligger efter ytterligare cirka 4 km på grusvägen, vilken går genom ett ålderdomligt odlingslandskap.